# Sourdeval
Sourdeval, también denominado Sourdeval-la-Barre, es una comuna nueva francesa situada en el departamento de Mancha, de la región de Normandía.

## Historia
Fue creada el 1 de enero de 2016, en aplicación de una resolución del prefecto de Mancha de 22 de diciembre de 2015 con la unión de las comunas de Sourdeval y Vengeons, pasando a estar el ayuntamiento en la antigua comuna de Sourdeval.

## Demografía
| Gráfica de evolución demográfica de Sourdeval entre 1800 y 2014 |
|                                                                 |

Los datos entre 1800 y 2014 son el resultado de sumar los parciales de las dos comunas que forman la nueva comuna de Sourdeval, cuyos datos se han cogido de 1800 a 1999, para las comunas de Sourdeval y Vengeons de la página francesa EHESS/Cassini. Los demás datos se han cogido de la página del INSEE.

## Composición
| Comuna delegada | Código INSEE | Población (2013) | Superficie (km²) | Densidad (hab./km²) |
| --------------- | ------------ | ---------------- | ---------------- | ------------------- |
| Sourdeval       | 50582        | 2651             | 36.12            | 73                  |
| Vengeons        | 50625        | 503              | 15.75            | 32                  |